# Avanafil
Avanafil là một chất ức chế PDE5 được FDA phê chuẩn điều trị chứng rối loạn cương dương vào ngày 27 tháng 4 năm 2012  và bởi EMA vào ngày 21 tháng 6 năm 2013. Avanafil được biết đến với tên thương hiệu Stendra và Spedra. Nó được phát minh tại Mitsubishi Tanabe Pharma, trước đây gọi là Tanabe Seiyaku Co. Sau đó, nó đã được cấp phép và phát triển bởi, Vivus Inc. Vào tháng 7 năm 2013, Vivus tuyên bố hợp tác với Tập đoàn Menarini, công ty sẽ thương mại hóa và quảng bá Spedra tại hơn 40 quốc gia châu Âu cộng với Úc và New Zealand. Vào ngày 3 tháng 10 năm 2016, Vivus tuyên bố họ đã bán bản quyền độc quyền cho Avanafil ở Hoa Kỳ cho Metuchen Cosmetics LLC ở New Jersey để trả trước 70.000.000 đô la Mỹ.
Avanafil hoạt động bằng cách ức chế một loại enzyme phosphodiesterase loại 5 cụ thể được tìm thấy trong các mô cơ thể khác nhau, nhưng chủ yếu ở dương vật cavernosum, cũng như võng mạc. Các loại thuốc tương tự khác là sildenafil, tadalafil và vardenafil. Ưu điểm của avanafil là nó có tác dụng khởi phát rất nhanh so với các thuốc ức chế PDE5 khác. Nó được hấp thụ nhanh chóng, đạt nồng độ tối đa trong khoảng 30 phút45 phút. Khoảng hai phần ba số người tham gia đã có thể tham gia vào hoạt động tình dục trong vòng 15 phút.

## Tổng hợp
Avanafil có thể được tổng hợp từ một dẫn xuất của benzylamine và một dẫn xuất pyrimidine: